# リビー・タイタス
エリザベス・”リビー”・タイタス （Elizabeth "Libby" Titus、旧姓ジュリスト（Jurist）、1947年7月6日 - 2024年10月13日）は、アメリカ合衆国のシンガーソングライター、俳優、コンサート・プロデューサー。

## 生い立ち
タイタスはニューヨーク州ウッドストックで生まれた。ニューヨーク州北部のバード大学での学生生活は19歳での妊娠と結婚によって短く切り上げられた。

## キャリア
1968年、タイタスはホット・ビスケットからフォークロックとポップカバーのアルバム"Libby Titus"をリリースした。タイタスはキャリアを継続し、特にマーティン・マルのデビューアルバム『マーティン・マル』 （1972）でバッキングボーカルを提供した。同時に彼女は作詞作曲のスキルを開発していた。
彼女のセカンドアルバムは、混乱から”Libby Titus”とも呼ばれ、フィル・ラモーン、ロビー・ロバートソン、ポール・サイモン、カーリー・サイモンと言った有名な4人にプロデュースされており、カーリー・サイモンは作詞作曲でも貢献していた。アルバムは1977年にコロンビアによってリリースされた。アルバムにはタイタスが共同で書いた4曲が含まれていた。彼女の最もよく知られている曲、"Love Has No Pride"はエリック・カズと共に書いたものである。この曲はそれまでに数回レコーディングされており、最も著名なのは『ギブ・イット・アップ』(1972)のボニー・レイットと『ドント・クライ・ナウ』(1973)のリンダ・ロンシュタット 、そしてオーストラリアで1977年の早い時期にトップ5ヒットとなったダリル・ブレイスウェイトである。
ロバート・クリストガウは、ChristauのRecord Guide：Rock Albums of the Seventies (1981)で1977年のタイタスのLPをレビューして次のように書いている。「私はこの女性が好きではありません。彼女はスターファッカーの傾向を持つキュートなパイのスノッブとして私を攻撃します。しかし、彼女の声には私を興奮させるような蒸し暑くてスマートなものがあります。サイド2にはカーリー・サイモンの曲が多すぎますが、いつかまた自分がサイド1をかけるのではないかと疑っています。おそらく私をスターと間違えるかもしれない鋭いキューティーパイの気分になっているときに間違いありません。」
1970年代後半、タイタスはバート・バカラックとコラボレーションした。彼らは少なくとも5曲を一緒に書き、そのうち2曲（ "Riverboat"と "I Live in the Woods"）はバカラックのアルバム”Woman”に収録され、1曲（ "In Tune"）は映画Together? (Amo non amo)のサウンドトラックに使用されどちらも1979年にリリースされた。タイタスはこれらの録音の"Riverboat"と"In Tune"で歌っている。カーリー・サイモンの1979年のアルバム『スパイ』にはサイモンがタイタスおよびジェイコブ・ブラックマンと共に書いた曲「ラブ・ユー・バイ・ハート」が含まれていた。タイタスは後にブラックマンと「船乗りと人魚」を書き、セサミストリートのアルバム”In Harmony"(1980)でドクター・ジョンと共に歌った。
タイタスとドクター・ジョンはロバート・フランクの短編映画"Energy and How to Get It"(1981)で音楽を書き、その一部をスクリーンで演奏した。俳優としてタイタスはマイク・ニコルズの『心みだれて』(1986)とペニー・マーシャルの『レナードの朝』(1990)で小さな役を演じ、そこでクラブ歌手として出演した。
タイタスは、1980年代半ばにニューヨーク周辺の会場で時々演奏した。決してパワフルな歌手ではなかったが、彼女のキャリアのこの段階で「特にジャジーなナンバーのスタイルを感じている」と共に「魅力的に蒸し暑い」と称賛された。1980年代後半、タイタスは「ニューヨークのレストランやクラブで有名なミュージシャンをフィーチャーしたロックンロールミュージカル」の制作を開始した。彼女は後に、彼女の「恐ろしい小さな夜」が「30人が入れる39番街の小さなイタリアンレストランで始まったことを思い出した。 ある夜、それは、例えば、ジョン博士とカーリー・サイモンであり、招待のみによるものでした」と回想している。
これらのセッションは、1989年9月20日にローンスターロードハウスで行われた「インフォーマルコンサート」につながり、ジョン、ドナルド・フェイゲン 、 フィービ・スノウ 、 ジェベッタ・スティール、ボニー・レイットが出演し、ニューヨーク・ロック・アンド・ソウル・レヴューを生み出した。タイタスは1992年の初めまでフェイゲンと共演した。フェイゲンは1974年に彼が背を向けたライブパフォーマンスへの関心をタイタスが再燃させたと称賛している。ロック・アンド・ソウル・レビューはウォルター・ベッカーをニューヨークにもたらしたので、ウォルターが1981年にヘロイン中毒から回復する間、フェイゲンとベッカーが保留にしたスティーリーダンの再編に1993年に参加した。
タイタスは『カマキリアド』(1993)収録の「フロリダ・ルーム」を含めて、フェイゲンと曲を作り続けた。1996年、ポニー・キャニオン・レコードは1971年にタイタスがベアーズビルのために録音した未発行のエリック・カズの2曲と、カズとタイタスによる1曲の歌詞を収録した。この期間のその他の録音は未発行のままである。
2024年10月13日、77歳で逝去。

## 賛辞と描写
タイタスは「魅力的で説得力のある」「形の良い歌手シーンスター」と言われている。彼女のおおらかなパーソナリティは、いくつかの音楽的トリビュートを促した。タイタスはカーリー・サイモンのアルバム『見知らぬ二人』（1976年）収録の曲「リビー」の主題であり、タイタスもボーカルで参加している。タイタスは1983年のアルバム"The Brightest Smile in Town"でのドクター・ジョンのピアノ曲”Pretty Libby”に影響を与えた。シンガーソングライターのウェンディ・ウォルドマンはアルバム『ストレンジ・カンパニー』(1978)の「ロング・ホット・サマー・ナイト」で彼らの友情について書いている。ドナルド・フェイゲンの2006年のアルバム『モーフ・ザ・キャット』の"The Great Pagodas of Funn"は「ソングライター リビー・タイタスとのフェイゲンの結婚を熱狂的に語っている」。

## 私生活
タイタスの母、ジュリア・アイリーン・ジュリスト（旧姓ムーニー、1911年12月29日-1989年1月27日）はアール・キャロルのダンサーだった。1966年、タイタスはヘレナ・ルビンスタイン （1870-1965）の孫で小説家のバリー・タイタス（1938年生まれ）と結婚した。彼らは1968年に別れた。夫婦には息子、作家エズラ・タイタスがいた（1966年7月23日– 2009年7月30日）。1969年から1970年代の大半にかけて、タイタスのパートナーはミュージシャンのレヴォン・ヘルム（1940–2012）だった。 彼らには娘、歌手エイミー・ヘルム （1970年12月3日生まれ）がいる。1987年にタイタスは同じ時期にバード大学の学生で、20年前にキャンパスで「遠くから」彼女を1回目撃したことを今でも覚えているミュージシャンのドナルド・フェイゲン（1948年生まれ）に出会った。彼らは1993年に結婚した。2016年1月4日、タイタスは、フェイゲンがアッパー・イースト・サイドのアパートの大理石の窓枠に彼女を押しつけたとされる怪我を負った。タイタスはニューヨーク・ポストに夫との離婚が進行していると伝えた。2人はその後和解した。